# 909 Ulla
909 Ulla је астероид са пречником од приближно 116,44 .
Афел астероида је на удаљености од 3,882 астрономских јединица (АЈ) од Сунца, а перихел на 3,215 АЈ. 
Ексцентрицитет орбите износи 0,093, инклинација (нагиб) орбите у односу на раван еклиптике 18,802 степени, а орбитални период износи 2442,142 дана (6,686 година). 
Апсолутна магнитуда астероида је 8,95 а геометријски албедо 0,034.
Астероид је откривен 7. фебруара 1919. године.